# Неотразимая Тамара
«Неотразимая Тамара» (англ. Tamara Drewe) — комедийный фильм 2010 года режиссёра Стивена Фрирза.
Фильм снят по мотивам одноимённого комикса Пози Симмондс, в свою очередь, основанного на романе Томаса Харди «Вдали от обезумевшей толпы».
Премьера фильма состоялась на Каннском кинофестивале 18 мая 2010 года, а 14 июля 2010 года он был показан во Франции.

## Сюжет
События разворачиваются в вымышленной английской деревне, расположенной в графстве Дорсет. Тамара Дрю, молодая и привлекательная журналистка, возвращается в родные края с намерением продать свой дом, который она унаследовала от умершей матери. Местные жители удивлены её внешностью, точнее новым укороченным носиком. В юные годы у Тамары были отношения с соседом Энди, и теперь, видя её, мужчина влюбляется вновь. На соседнем участке располагается дом Хардиментов, где квартируют приезжие литераторы. Хозяевами жилища являются писатель Николас с женой Бет. Именно Бет вдохновляет супруга и помогает при работе с сюжетом. Тамара просит Энди отреставрировать дом для последующей продажи. Однажды, заходя проведать Дрю, Энди узнаёт о её интрижке с Беном (также об этом узнают и две местные школьницы, Джоди и Кейси, порой вмешивающиеся в электронные письма Тамары). Позже Николас изменяет Бет с Тамарой, в то время как девушка опустошена разрывом с ударником Беном Сарджентом, чья собака Босс любит гонять коров. Джоди — ярая фанатка Бена, и когда после разрыва с Тамарой он покидает деревню, Джоди наглым образом пытается заманить молодого человека обратно. В результате несчастного случая Николас погибает. Его отчаявшейся супруге Бет оказывает поддержку один из постояльцев-драматургов Глен и, кажется, питает к ней нежные чувства. Видя скорбь Бет, он решает остаться с ней. К этому времени Тамара и Энди осознают, что хотят быть лишь друг с другом, на их пути больше нет недомолвок.

## В ролях
- Джемма Артертон — Тамара Дрю
- Роджер Аллам — Николас Хардимент
- Билл Кэмп — Глен МакКреви
- Доминик Купер — Бен Сарджент
- Люк Эванс — Энди Кобб
- Тэмзин Грейг — Бет Хардимент
- Джессика Барден — Джоди Лонг
- Джон Бетт — Диггори
- Пиппа Хейвуд[англ.] — Тесс
- Сюзан Вулдридж[англ.] — Пенни
- Алекс Келли — мама Джоди
- Лоис Уинстон[англ.] — Фрэн Редмонд
- Патриция Куинн — «Шикарная хиппи»
- Эмили Бруни[англ.] — Кэйтлин
- Шерил Кэмпбелл[англ.]
- Зара Ахмади[англ.] — Надя Патель
- Брона Галлахер[англ.] — Юстасия

## Критика
На агрегаторе обзоров Rotten Tomatoes рейтинг одобрения составляет 65 % на основе 127 обзоров со средней оценкой 6,3 из 10. Консенсус критиков гласит: «Яркий комедийный актёрский состав и сатирический дар Стивена Фрирза превращают небольшой сценарий Тамары Дрю в пикантное лакомство».